# Cord Jakobeit
Cord Jakobeit (* 1958 in Celle) ist ein deutscher Politikwissenschaftler.
Cord Jakobeit studierte Politikwissenschaft, Volkswirtschaftslehre und Staats- und Verwaltungsrecht an der TU Hannover, dem Institut d’études politiques in Paris, an der Universität Hamburg, an der London School of Economics und an der Harvard University. 1983 machte er in Hamburg sein Diplom in Politik. 1988 machte er seinen Master in Public Administration an der Harvard University. 1987 promovierte er in Hamburg. Von 1988 bis 1993 war Jakobeit wissenschaftlicher Mitarbeiter am Fachbereich Politikwissenschaft der FU Berlin. Von 1990 bis 1993 war er Visiting Assistant Professor. Seine Habilitation erfolgte 1998 an der Universität Hamburg. Von 1997 bis 1999 war er Lecturer am Stanford Study Center in Berlin. Seit 2000 lehrt er als Professor für Politikwissenschaft an der Universität Hamburg mit Schwerpunkt Internationale Politik. Von 2000 bis 2002 war er Direktor des Instituts für Afrika-Kunde. Jakobeit ist ordentliches Mitglied und Vizepräsident der Akademie der Wissenschaften in Hamburg.

## Schriften
Monografien
- mit Rainer Tetzlaff: Das nachkoloniale Afrika. Politik – Wirtschaft – Gesellschaft (= Grundwissen Politik. Bd. 35). VS Verlag für Sozialwissenschaften, Wiesbaden 2005, ISBN 3-8100-4095-9.
- Nationale Strategien und Hindernisse agro-exportorientierter Entwicklung. Kakao- und Kaffeepolitik in der Côte d'Ivoire und in Kamerun (= Hamburger Beiträge zur Afrika-Kunde. Bd. 34). Hamburg 1988, ISBN 3-923519-81-8.

Herausgeberschaften
- Gesamteuropa. Analysen, Probleme und Entwicklungsperspektiven. Leske und Budrich, Opladen 1993, ISBN 3-8100-1102-9.
- Die USA am Beginn der neunziger Jahre. Politik, Wirtschaft, Recht. Leske und Budrich, Opladen 1993, ISBN 3-8100-1016-2.